# Infanterie-Division Potsdam
Die Infanterie-Division Potsdam war eine kurzlebige Einheit der Wehrmacht in der Endphase des Zweiten Weltkriegs.

## Geschichte
Im März 1945 wurde die Aufstellung der Infanterie-Division auf dem Truppenübungsplatz Döberitz im Wehrkreis III befohlen. Diese bestand aus den Resten der 85. Infanterie-Division, die zuvor bei schweren Kämpfen in Frankreich und am Niederrhein aufgerieben worden war. Die Aufstellung erfolgte im April als Teil der letzten Aufstellungswelle, der Divisionsname wurde am 8. April in Infanterie-Division Potsdam geändert. Als Divisionskommandeur fungierte Oberst d. R. Erich Lorenz (* 31. August 1905 Wattenscheid/Westfalen; † 10. Dezember 1984 Bochum).
Als Teil der 12. Armee kam die Division dann als nicht geschlossener und vollständiger Kampfverband im Harz zum Einsatz. Dort sollte ein Kampfraum zwischen Quedlinburg und Werningerode gegen die anrückenden Alliierten verteidigt werden. Das Grenadier-Regiment Potsdam 2 und das Pionier-Bataillon kamen gar nicht erst im Westen zum Einsatz, sondern mit der Infanterie-Division Ulrich von Hutten in Ostdeutschland. Aufgrund der überlegenen feindlichen Kräfte wurde die Division jedoch größtenteils zerschlagen. Mitte April waren die meisten Truppenteile im Harz eingeschlossen, am 20. April 1945 wurde die Division schließlich aufgelöst. Teile der Division ergaben sich danach der 8. US-Panzerdivision, einige Soldaten des Füsilier-Bataillons wurden hingegen noch zur Aufstellung der Infanterie-Division Scharnhorst verwendet.

## Gliederung
- Grenadier-Regiment Potsdam 1 (GR 1053 Oberstleutnant Pohl) (aus dem Grenadier-Regiment 1053 der 85. Infanterie-Division)
- Grenadier-Regiment Potsdam 2 (GR 1054 Oberst Fritz Grassau)  (aus dem Grenadier-Regiment 1054 der 85. Infanterie-Division)
- Grenadier-Regiment Potsdam 3 (GR 1064 Major Schwieger)
- Artillerie-Regiment Potsdam (Major Graß)
- Füsilier-Bataillon Potsdam (Major Mittermaier)
- Panzerjäger-Abteilung Potsdam (Hauptmann Dittbern)
- Nachrichten-Abteilung Potsdam
- Pionier-Bataillon Potsdam
- Feldersatz-Bataillon
- Versorgungsregiment Potsdam[1]